# Frickson Erazo
Frickson Rafael Erazo Vivero (Esmeraldas, Ecuador, 5 de mayo de 1988) es un exfutbolista y político ecuatoriano que jugaba de defensa central, su último equipo fue el 9 de Octubre Fútbol Club de la Serie A de Ecuador. Fue designado por el presidente Guillermo Lasso (2021-2023) como gobernador de Esmeraldas el 9 de febrero de 2023, tras haber participado como candidato a burgomaestre, elección en la cual terminó en segundo lugar. Renunció al cargo el 9 de noviembre del mismo año.

## Trayectoria Deportiva

### Clubes Nacionales

#### El Nacional
Erazo se unió a las filas de Club Deportivo El Nacional en 2005, y se convirtió en un defensor importante. En el 2011 de la mano de Mario Saralegui, donde jugó 68 partidos y marcó 2 goles, sus exhibiciones defensivas en el terreno de juego fueron impresionantes, lo que llamó la atención de algunos clubes europeos, como la Lazio de Italia.

#### Barcelona Sporting Club
En enero del 2012 es fichado por el Barcelona Sporting Club, adquiriendo el 80% de su pase, quedando el 20% restante para Nacional. Su debut con Barcelona se produjo en 2 de febrero en la victoria por 3-1 sobre el Deportivo Cuenca. Erazo ayudó a Barcelona a llegar a las etapas finales de la liga y la clasificación para la Copa Libertadores 2013 y la Copa Sudamericana 2012. 
En 2012 se coronó Campeón con Barcelona, equipo que conseguía su título número 14 en su historia, y el segundo título en la carrera de Erazo.

### Paso por Brasil
Para el inicio de la temporada 2014 es cedido a préstamo al Flamengo de Brasil, pero no tuvo un buen desempeño en dicho club.
Para la temporada 2015 es contratado por el Grêmio equipo que era entrenado por Luis Felipe Scolari. Anotó su primer gol en tierras brasileñas ante Passo Fundo, dándole la victoria a su actual club. Durante su pasaje por el tricolor disputó 42 partidos, donde logró marcar 2 goles y 2 asistencias.
Para la temporada 2016 es contratado por el Atlético Mineiro y en 2018 pasa al Vasco da Gama

### Retorno a Ecuador

#### Barcelona SC
El 13 de julio de 2018 se confirma la llegada de El elegante al equipo torero por 18 meses. Tuvo conflictos de contrato con su anterior club, donde se recurrió a la FIFA, la cual dio fallo negativo a la posibilidad de que Frickson juegue en Barcelona. Para la temporada del año 2019, finalmente hace su debut en la Liga PRO Ecuador contra el Independiente del valle, encuentro que terminó a favor de los toreros

#### 9 de Octubre
A inicios del año 2020, se lo confirmó para la plantilla del Club 9 de Octubre Fútbol Club de Guayaquil; equipo clasificado a la serie B (categoría intermedia entre primera y segunda en el fútbol ecuatoriano). Fue presentado como el fichaje estrella de este equipo, donde hinchas y dirigentes soñaban con la clasificación a la Serie A para el 2021, objetivo que se logró. Pero, el 13 de febrero del 2021, anuncia su retiro del futbol profesional.

### Selección nacional

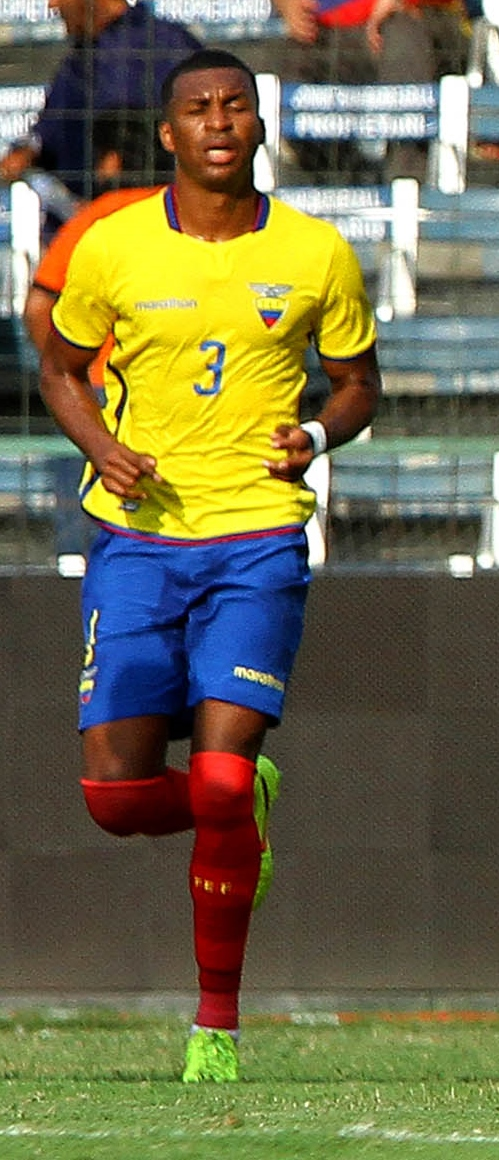
Erazo en un amistoso ante Panamá en 2015.

Fue titular en la mayoría de partidos de Eliminatorias al Mundial Brasil 2014 como defensa central de la saga ecuatoriana al mando de Reinaldo Rueda.
El 13 de mayo de 2014 Rueda incluyó a Erazo en la lista preliminar de 30 jugadores que representarán a Ecuador en la Copa Mundial de Fútbol de 2014. Fue confirmado en la nómina definitiva de 23 jugadores el 2 de junio.

#### Copas del Mundo
| Mundial                        | Sede   | Resultado    | Part. | Goles |
| ------------------------------ | ------ | ------------ | ----- | ----- |
| Copa Mundial de Fútbol de 2014 | Brasil | Primera fase | 3     | 0     |

#### Copas América
| Copa              | Sede           | Resultado        | Part. | Goles |
| ----------------- | -------------- | ---------------- | ----- | ----- |
| Copa América 2011 | Argentina      | Primera ronda    | 3     | 0     |
| Copa América 2015 | Chile          | Primera ronda    | 2     | 0     |
| Copa América 2016 | Estados Unidos | Cuartos de final | 2     | 0     |

#### Eliminatorias
| Torneo            | Sede            | Resultado      | Part. | Goles |
| ----------------- | --------------- | -------------- | ----- | ----- |
| Eliminatoria 2014 | América del Sur | Clasificado    | 15    | 0     |
| Eliminatoria 2018 | América del Sur | No clasificado | 7     | 1     |

## Trayectoria Política

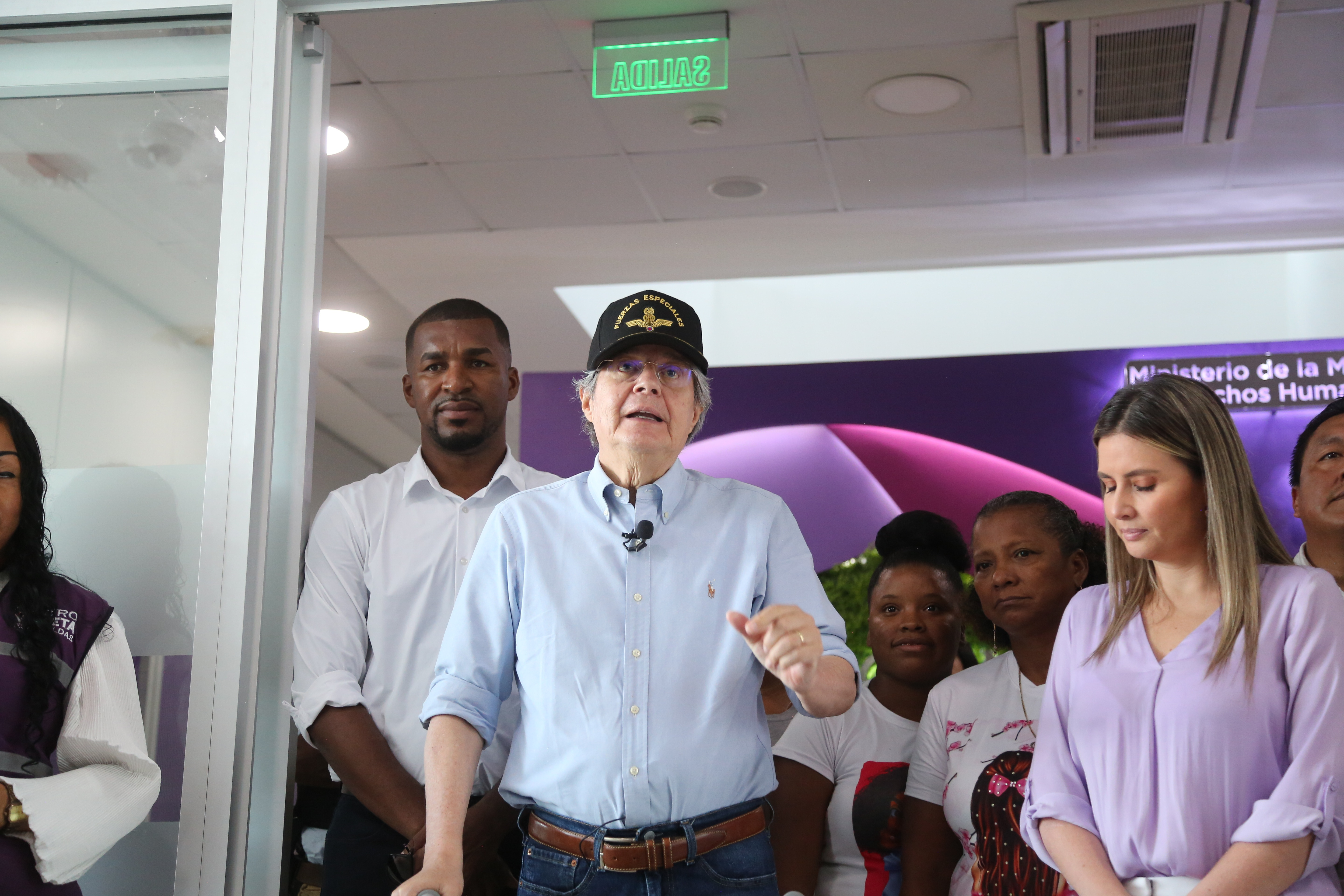
Frickson Erazo junto con Guillermo Lasso durante inauguración de Centro Violeta en Esmeraldas.

En 2023 se postula a la alcaldía de Esmeraldas por el movimiento CREO, liderado por el entonces presidente Guillermo Lasso. Erazo obtuvo un segundo lugar, superando a la alcaldesa Lucía Sosa, pero siendo derrotado por Vicko Villacis, representante de Revolución Ciudadana.Las elecciones seccionales de 2023 son consideradas unas de las más violentas en la historia del país, producto de la crisis de seguridad. Erazo sufrió un primer atentado contra su vida la noche del 17 de octubre de 2022, cuando sujetos desconocidos quemaron una camioneta cerca de su vivienda y dispararon contra el inmueble. El 26 de octubre, sufrió un nuevo atentado.
Poco después de finalizado el proceso electoral, el 9 de febrero, es nombrado por el presidente como gobernador de Esmeraldas. En abril, fue criticado por su presencia en un evento en que miembros de la Policía Nacional solicitaron el uso de chaleco antibalas a los estudiantes y responsabilizaron a las familias de Esmeraldas por los problemas de inseguridad en la provincia. El mismo Erazo insto a los estudiantes a asistir a un partido de futbol, comentarios rechazados en redes sociales. 
Renuncia al cargo el 9 de noviembre, poco antes del fin del gobierno de Lasso. Tras su salida solicitó mantener la custodia policial debido a amenazas contra su vida.

## Clubes
| Club                  | País    | Año         |
| --------------------- | ------- | ----------- |
| El Nacional           | Ecuador | 2006        |
| Técnico Universitario | Ecuador | 2007        |
| El Nacional           | Ecuador | 2008 - 2011 |
| Barcelona S. C.       | Ecuador | 2012 - 2013 |
| Flamengo              | Brasil  | 2014        |
| Grêmio                | Brasil  | 2015        |
| Atlético Mineiro      | Brasil  | 2016 - 2017 |
| Vasco da Gama         | Brasil  | 2018        |
| Barcelona S. C.       | Ecuador | 2018 - 2019 |
| 9 de Octubre          | Ecuador | 2020 - 2021 |

## Palmarés

### Títulos nacionales
| Título                 | Club            | País    | Año  |
| ---------------------- | --------------- | ------- | ---- |
| Campeonato Ecuatoriano | Nacional        | Ecuador | 2006 |
| Campeonato Ecuatoriano | Barcelona S. C. | Ecuador | 2012 |

### Títulos nacionales B
| Título                 | Club         | País    | Año  |
| ---------------------- | ------------ | ------- | ---- |
| Campeonato Ecuatoriano | 9 de Octubre | Ecuador | 2020 |

### Títulos regionales
| Título             | Club             | País   | Año  |
| ------------------ | ---------------- | ------ | ---- |
| Taça Guanabara     | Flamengo         | Brasil | 2014 |
| Campeonato Mineiro | Atlético Mineiro | Brasil | 2017 |

### Títulos internacionales amistosos
| Título      | Club             | País           | Año  |
| ----------- | ---------------- | -------------- | ---- |
| Florida Cup | Atlético Mineiro | Estados Unidos | 2016 |

### Distinciones individuales
| Distinción                                              | Año  |
| ------------------------------------------------------- | ---- |
| Incluido en el 11 Ideal del Campeonato Ecuatoriano 2012 | 2012 |
| Incluido en el 11 Ideal del Campeonato Ecuatoriano 2013 | 2013 |